# Diana Soviero
Diana Soviero (Jersey City, 19 marzo 1946) è un soprano statunitense di statura internazionale, destinataria del Richard Tucker Award nel 1979.

## Biografia
Diana Soviero ha studiato alla Juilliard School of Music con Florence Berggren, Marinka Gurewich, Martin Rich e Boris Goldovsky. Ha debuttato sotto il nome di Diana Catani-Soviero alla Chautauqua Opera nel 1969 come Mimì ne La bohème. Nei primi anni della sua carriera si è esibita largamente nei teatri americani più piccoli costruendo il proprio repertorio.
È stata una celebre ospite in una settimana di Match Game nel 1980.

## Carriera
Debuttò alla New York City Opera nel 1973, all'Opera di Chicago nel 1979, alla San Francisco Opera nel 1982, affermandosi in ruoli veristi, in particolare come Nedda, Manon Lescaut, Madama Butterfly.
A partire dal 1981 è apparsa alla New York City Opera ne La Traviata di Verdi, diretta da Mario Bernardi e ampiamente in Europa: Zurigo, Tolosa, Nizza, Amburgo, Monaco, Roma, Palermo, ecc. Nel 1987 debutta sia alla Scala di Milano, che al Metropolitan Opera di New York. Ha debuttato all'Opéra di Parigi nel 1988 e alla Royal Opera House di Londra nel 1989.
Il suo repertorio comprende; Margherita e Giulietta di Gounod, La traviata, Margherita di Boito, Il trittico e Tosca di Puccini, Maddalena e Fedora di Giordano, Adriana Lecouvreur di Cilea, ecc.

## Vita privata
Diana Soviero è sposata con Bernard Uzan, rinomato regista operistico, che è stato direttore del Florida Grand Opera Young Artist Program dal 1996 al 2001, ed ex direttore generale e artistico dell'Opéra de Montréal, dove è apparsa spesso negli anni '90. Trascorre la vita tra le sue abitazioni di New York City, Miami Beach ed in Francia. È membro della facoltà della Mannes School of Music.
La Soviero e suo marito Bernard Uzan sono stati nominati co-direttori artistici del programma per giovani artisti della Florida Grand Opera dal 2016 al 2018.